# Baixo Guandu (ort)
Baixo Guandu är en ort i Brasilien.   Den ligger i kommunen Baixo Guandu och delstaten Espírito Santo, i den sydöstra delen av landet, 800 km sydost om huvudstaden Brasília. Baixo Guandu ligger 78 meter över havet och antalet invånare är 19 292.
Terrängen runt Baixo Guandu är kuperad åt sydost, men åt nordväst är den platt. Baixo Guandu ligger nere i en dal. Baixo Guandu är det största samhället i trakten.
Omgivningarna runt Baixo Guandu är huvudsakligen savann. Runt Baixo Guandu är det ganska tätbefolkat, med 65 invånare per kvadratkilometer.